# Northrop YB-49
 Northrop YB-49 a fost prototipul unui bombardier strategic cvadrimotor cu reacție în configurație "aripă zburătoare" proiectat de Northrop pentru United States Air Force imediat după Al doilea război mondial. 

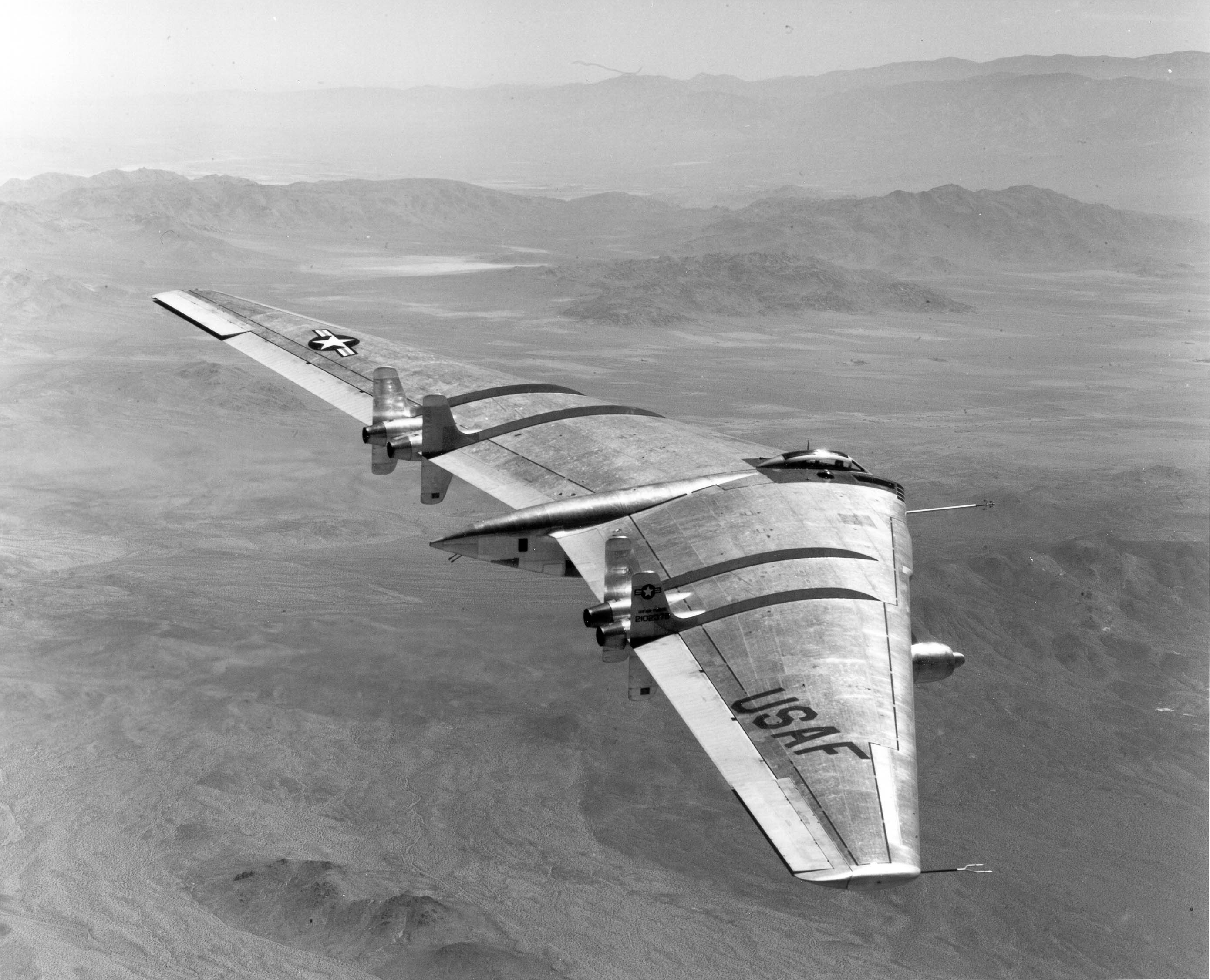
Northrop YB-49 văzut din lateral